# Johnathan Stove
Johnathan Stove (Baton Rouge, 23 dicembre 1995) è un cestista statunitense.